# Henry Allan Gleason
Henry Allan Gleason (2 de enero de 1882 - 12 de abril de 1975) fue un ecólogo, botánico y taxónomo estadounidense, reconocido por su respaldo a la hipótesis individualista de la sucesión ecológica.

## Vida y obras
Gleason nace en Dalton City, Illinois, después de su bachillerato y máster en la Universidad de Illinois en Urbana-Champaign, hace su PhD en la Universidad de Columbia en 1906.
Asciende posiciones de profesor en la Universidad de Illinois y en la Universidad de Míchigan, antes de retornar a la costa este, al Jardín Botánico de Nueva York en Bronx, Nueva York, donde permanece el resto de su carrera, hasta 1950.
Sus primeros estudios en ecología de la vegetación de Illinois, fue entre 1909-1912, trabajando intensamente con la estructura teórica estructurada por el ecólogo Frederic Clements, cuyos trabajos en sucesión ecológica fue muy influenciante en las primeras décadas del siglo XX. Apoyado en la investigación de Henry C. Cowles en las dunas de Indiana, y de las ideas de su mentor Charles Bessey en la Universidad de Nebraska, Clements desarrolla una teoría de la sucesión vegetal, en donde se explicaba en referencia a una secuencia ideal de desarrollo llamada una serie. Clements compara el desarrollo de series con el crecimiento de organismos individuales, y sugiere que bajo las circunstancias correctas, la serie podría culminar en la mejor forma adaptada de vegetación, que él llamó el estado clímax. En sus estudios tempranos, interpretó la vegetación de Illinois usando los conceptos de Clements como asociaciones, estados clímax, especie pionera, y especie dominante.
Sin embargo, en 1917, Gleason comenzó a expresar significativas dudas en la utilidad de algunos conceptos ampliamente empleados de vocabulario, especialmente el uso del organismo metáfora para describir el crecimiento de la vegetación, y del tratamiento de unidades de vegetación, incluyendo climaxes. (Qué unidades deberían usarse en el análisis de vegetación fue un punto de discusión muy disputado a principios de la ecología del siglo XX.) En 1926, Gleason expresa aún fuertes objeciones a la teoría de Clements. Primero, argumenta que la identificación de particulares clases naturales de vegetación se asumen con mucha homogeneidad, ya que áreas de vegetación similares a otras solo en grados. Segundo, argumenta que los tipos de vegetación particular asociadas con áreas particulares subestiman la real diversidad de vegetación. Esas objeciones juntas valen mucho y crean dudas, para Gleason, sobre la "integridad del concepto de asociación".
Como una alternativa para describir la vegetación en términos de asociaciones, Gleason oferta "el concepto individualista de ecología," en donde "el fenómeno de la vegetación depende completamente del fenómeno de las especies individuales" (1917), y las asociaciones vegetales son menos estructuradas que lo que la teoría de Clements mantenía. A esa misma época, Gleason sugería que la distribución de las especies se aproxima a un azar matematizado.
Clements nunca respondió por escrito las objeciones de Gleason y sus modelos alternativos, que fueron largamente ignorados hasta que en los 1950s, cuando los estudios de ecólogos (particularmente Robert Whittaker y John T. Curtis) promueven los modelos Gleasonianos. Subsecuentemente, los modelos de especies individualista comienzan a prevalecer en la comunidad ecológica.
Su frustración debido a ignorar sus ideas ecológicas sin serias consideraciones pueden haber contribuido al abandono que hizo Gleason de la ecología. A partir de los 1930s, se enfoca a la taxonomía vegetal, donde se convirtió en una figura de influencia, trabajando muchos años en el Jardín Botánico de Nueva York, y colaborando con Arthur Cronquist una personalidad autoral de las floras del noreste de EE. UU.
Su hijo, Henry Allan Gleason Jr (1917-2007), fue un lingüista y profesor Emérito de la Universidad de Toronto.

### Obras sobre Gleason
- Barbour, Michael G. 1996. Ecological Fragmentation in the Fifties. in William Cronon, editor. Uncommon Ground: Rethinking the Human Place in Nature. New York: W.W. Norton & Co.
- McIntosh, Robert P. 1975. H. A. Gleason - "Individualistic Ecologist" 1882-1975: His Contributions to Ecological Theory. Bulletin of the Torrey Botanical Club 102(5): 253-273
- Mitman, Gregg. 1995. Defining the Organism in the Welfare State: The Politics of Individuality in American Culture, 1890-1950. in Sabine Maasen, Everett Mendelsohn and Peter Weingart, editors. Biology as Society, Society as Biology: Metaphors. Dordrecht: Kluwer Academic
- Nicolson, Malcolm and Robert P. McIntosh. 2002. H.A. Gleason and the Individualistic Hypothesis Revisited. Bull. of the Ecological Society of America 83: 133-142
- Tobey, Ronald C. 1981. Saving the Prairies: The Life Cycle of the Founding School of American Plant Ecology, 1895-1955. Berkeley: Univ. of California Press. (ISBN 0-520-04352-9)
- Worster, Donald. 1994. Nature's Economy: A History of Ecological Ideas, 2nd ed. Cambridge and New York: Cambridge Univ. Press

## Honores

### Eponimia
Género
- (Rubiaceae) Gleasonia Standl.[2]

Especies
- (Amaranthaceae) Pfaffia gleasonii Suess.[3]

- (Araliaceae) Didymopanax gleasonii Britton & P.Wilson[4]

- La abreviatura «Gleason» se emplea para indicar a Henry Allan Gleason como autoridad en la descripción y clasificación científica de los vegetales.[5]